# Fiat Panda Hydrogen
Der Panda Hydrogen ist ein Brennstoffzellenfahrzeug-Konzeptfahrzeug von Fiat, basierend auf dem Kleinstwagen Nuova Panda.
Das erste Modell wurde 2003 vorgestellt. Als Kraftstoff dient gasförmiger Wasserstoff, der bei einem Druck von 350 bar in Unterflurtanks mit 68 Liter Fassungsvermögen gespeichert wird. Dieser wird in einem Andromeda-II-Brennstoffzellenstack von Nuvera Fuel Cells mit 60 kW Leistung zur Erzeugung elektrischer Energie genutzt, diese treibt ohne die sonst übliche Pufferbatterie einen Elektromotor an.
In den folgenden Jahren wurden weitere Prototypen vorgestellt. Seit September 2007 sind im Rahmen des Projektes Zero Regio drei Fahrzeuge in Mantova (Italien) im Einsatz.

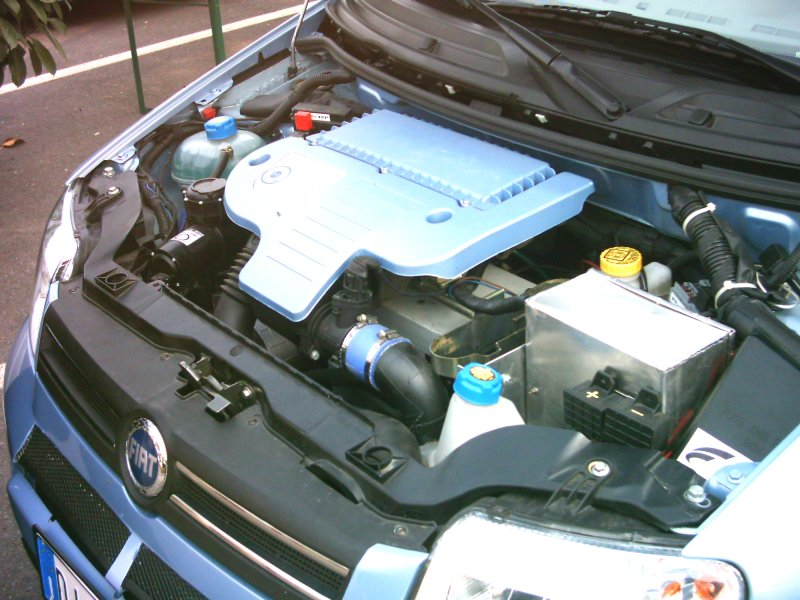
Panda Hydrogen unter der Haube